# Atomkraft
Atomkraft est un groupe britannique de heavy metal, originaire de Newcastle upon Tyne, en Angleterre, actif entre 1979 et 1988.

## Histoire
Le groupe est formé en été 1979, par le bassiste et chanteur Tony Dolan et le batteur Paul Spillett sous le nom de Moral Fibre, à l'époque un projet punk,,. Après quelques changements de line-up, Chris Taylor rejoint le groupe en tant que guitariste permanent. Après être revenu d'un voyage à Brême, Taylor apporte pour Dolan et Spillet des plaques portant l'inscription Atomkraft ? Non merci. Le groupe change alors son nom en Atomkraft. Peu après, Taylor a quitté le groupe. Dolan et Spillett écrivirent peu après de nouvelles chansons et cherchent un nouveau guitariste, que Dolan trouve en la personne de Steve White à l'école d'art. Le bassiste Mark Irvine est également recruté à l'école d'art ; après que ce dernier ait rejoint le groupe, Dolan passe de la basse à la guitare rythmique. Quatre concerts suivent dans cette formation, avant qu'Irvine ne quitte le groupe et que Dolan ne revienne à la basse. Le groupe repère ensuite dans la maison d'un ami. De plus, le groupe commence à se produire régulièrement dans les environs et à travailler sur sa première démo. Celui-ci est enregistré aux Impulse Studios en 1981, avec Keith Nicol comme producteur, et sort sous le nom de Demon. Par la suite, d'autres concerts sont donnés avec des groupes comme Warrior. Début 1983, le groupe se rend à nouveau aux Impulse Studios pour enregistrer la démo Total Metal. Après l'enregistrement, White rencontre Sam Kress chez Neat Records, qui dirige un magazine appelé Whiplash ; White lui donne un exemplaire de Total Metal et Kress lui promet une critique dans Whiplash. Vers la fin de l'année 1983, Steve White doit quitter le groupe pour des raisons personnelles. Pensant que c'en est fini du groupe, Dolan partit s'installer au Canada.
En 2004, un best-of Total Metal : The Neat Anthology sort sur Sanctuary Records. En 2005, le groupe se reforme.

## Style musical
Sous le nom de Moral Fibre, le groupe jouait du punk rock ; à cette époque, Dolan a vu Motörhead lors de leur première tournée et a déclaré rétrospectivement que c'était tout ce qu'il avait jamais voulu d'un groupe. Leur premier album, Future Warriors, est mixé avec un son de guitare minimal et un poids trop important sur la batterie, et est mal produit. Bien qu'il tendait vers le speed metal ou le thrash metal, leur répertoire n'était pas limité à ce style ; des morceaux comme Total Metal et Pour the Metal In sont beaucoup plus proches d'autres groupes britanniques comme Raven et Tank que de groupes américains ultérieurs comme Metallica ou Slayer, et Starchild et This Planet's Burning sont plus variés en termes de tempo et de mélodies et plus proches de groupes contemporains comme Blitzkrieg ou Tysondog. Dans le fanzine de Slayer, la musique a cependant été décrite comme « un mélange pas très réussi de Venom/Tank/Motörhead ». De manière générale, les Newcastler n'ont pas été les favoris des critiques au début. En revanche, des titres comme Requiem, The Cage et Vision of Belshazzar du troisième album rappellent davantage des groupes de Bay Area thrash metal comme Exodus et Forbidden que Raven ou Venom. 

## Discographie
- 1981 : Demon (démo)
- 1981 : Atomkraft (démo)
- 1983 : Total Metal (démo)
- 1985 : Future Warriors (album, Neat Records)
- 1985 : Pour the Metal In (démo)
- 1985 : Heat and Pain (démo)
- 1986 : Queen of Death (EP, Neat Records)
- 1987 : Conductors of Noize (EP, Neat Records)
- 1987 : Conductors of Noize (VHS, Jettisoundz Video)
- 1987 : Atomkraft (compilation, Tonpress Records)
- 2004 : Total Metal: The Neat Anthology (compilation, Sanctuary Records)
- 2011 : Cold Sweat (EP, W.A.R. Productions)